# Ayoze García Pérez
Ayoze García Pérez, mais conhecido como Ayoze (Puerto de la Cruz, 22 de novembro de 1985), é um ex-futebolista espanhol que atua como atacante.

## Carreira
Nascido em Puerto de la Cruz, Tenerife, Ayoze fez sua estreia como profissional pelo Tenerife na segunda divisão.
Após passar pelo Sporting de Gijón e Las Palmas, Ayoze foi contratado para defender o New York Cosmos.